# Dat is geen liefde meer
Dat is geen liefde meer is een single van Gerard Cox. Cox schreef mee aan dit carnavalslied uit 1972. De muziek kwam destijds zoals gebruikelijk bij Cox van Rogier van Otterloo. Medetekstschrijver was Rinus Ferdinandusse. Zowel Cox als Ferdinandusse waren afkomstig uit het studentencabaret, Cox uit Leiden, Ferdinandusse uit Den Haag.
Tante Kee van de B.B. was afkomstig van Van Otterloo en Cox.
Cox was overgestapt naar CBS en kreeg in Ruud Jacobs een andere muziekproducent.